# Tarnawka Pierwsza
Tarnawka Pierwsza (prononciation : [tarˈnafka ˈpjɛrfʂa]) est un village polonais de la gmina de Zakrzew dans le powiat de Lublin de la voïvodie de Lublin dans l'est de la Pologne.

## Histoire
De 1975 à 1998, le village est attaché administrativement à l'ancienne Voïvodie de Zamość.

Depuis 1999, il fait partie de la nouvelle voïvodie de Lublin.